# Alfa Romeo 12C
L'Alfa Romeo Monoposto 12C è un'autovettura prodotta dall'Alfa Romeo dal 1936 al 1937 in dieci esemplari (sei versione 12C-36 e quattro versione 12C-37).

## Storia
La 12C-36 derivò direttamente dalla Alfa Romeo Monoposto 8C 35, dalla quale si differenziava principalmente per il tipo e la cilindrata del motore; montava infatti un V12 sovralimentato da 4.064 cm³ e 360 bhp di potenza. Progettata da Vittorio Jano, debuttò al Gran Premio di Tripoli nel 1936.
La 12C-37 era invece caratterizzata da un telaio di nuova progettazione e debuttò alla Coppa Acerbo del 1937. Il motore era stato rivisto e portato a 4.495 cm³ e 430 bhp. Questa nuova versione non ebbe molto successo e quindi Vittorio Jano decise di ritirarla dalle corse.
Dopo la fine del conflitto, la 12C-37 verrà riutilizzata tra il 1947 e il 1948 nella Formula Libre in Argentina dove verrà guidata da Achille Varzi al Gran Premio di Palermo del 1948.

## Vittorie principali
- 1936 Gran Premio del Penya Rhin, Tazio Nuvolari
- 1936 Gran Premio di Milano, Tazio Nuvolari
- 1936 Gran Premio di Modena, Tazio Nuvolari
- 1936 Coppa Vanderbilt, Tazio Nuvolari
- 1937 Gran Premio di Milano, Tazio Nuvolari
- 1937 Gran Premio di Valentino, Antonio Brivio
- 1937 Circuito della Superba, Carlo Felice Trossi